# ダイスケ
ダイスケ（1988年3月4日 - ）は、日本のシンガーソングライター。神奈川県藤沢市出身、血液型AB型。愛称は「ダイスケ君」。趣味は、絵画と登山とキャンプ。エープラス所属。2020年10月26日以降はdaisuke katayama名義で活動。

## 経歴
- 父の影響を受け音楽に関わるようになり、中学生の頃にはドラムパーカッションを演奏していた。その後、ギターを弾くようになり、それと同時に作詞や作曲も始める。
- 大学進学後、八王子駅前でストリートライブを行っていたところ話題になり[1]、2009年に八王子papaBeatでソロライブを行った。
- 2010年10月9日、インディーズ・レーベルより、アルバム「茜色ウィークエンド」をリリースした。同年には多数の学園祭に出演。観客動員数はおよそ1万人に達するなど、2010年の学園祭最多出演アーティストとなった[2][3][4]。また、同年11月23日に「AGESTOCK2010 in 横浜アリーナ」に出演した[5]。
- 2011年1月7日、FMヨコハマの音楽情報番組『tre-sen』（毎週月曜日 - 金曜日19:00 - 22:00）の金曜コーナー「トレセンバラエティー・徒然ディオ」（20:20 - 20:40、生放送のため若干の変動あり）がレギュラー放送開始。また同年5月からはスポンサーがつくようになる。
- 2011年2月2日、シングル「ボク☆ロケット」でエピックレコードジャパンよりメジャー・デビューを果たす[6]。
- 高校卒業の後大学に入るまでは、八百屋、引越し屋などをしていた。

### スマイルキャラバン
2011年5月より日本テレビ系情報エンターテイメント番組『ZIP!』内のコーナー「スマイルキャラバン」のレギュラーキャラクターとして、全国各地を回り、そのふれあいの様子を放送していた。2011年5月から2012年8月までは「ZIPPEIスマイルキャラバン」として、サモエド犬種・ZIPPEI（双子の兄弟犬、週代わりで交互に出演）と共に出演していた。2012年9月〜2013年3月まではダイスケ単独で「ZIP!スマイルキャラバン」として放送していた。
番組出演によって知名度が全国区になり、2012年2月に販売したコーナーのテーマ曲でもあるシングル『あなたにしかできないこと』がオリコンウィークリーチャートの6位になった。番組でも屈指の人気コーナーとなったため、当初1年で終了する予定を延長、2012年4月から2年目に入り、旅を継続していた。
しかし、2012年8月9日、ZIPPEIが熱中症で急死したとの知らせを受け、番組では8月10日放送分を急遽取り止めてその訃報を報じた。翌週13日には未放送だった長野県編（ZIPPEIにとっては「最後の旅」）を放送し、16日には放送関係者によるお別れ会「ZIPPEIを送る会」が執り行われ、その様子が17日の番組内で放送された。また、16日から19日には視聴者のための献花台が設置された。
8月9日に札幌でイベントを行っていたダイスケは訃報を受けて、大きな喪失感に動揺を隠せなかったという。8月10日午後、ブログでその心情を吐露した。
発表翌日の8月11日時点では、企画の継続や変更については未定だったが、9月3日放送分にてダイスケが富山県から生中継で出演し、一人で旅を再開すると発表。
2013年2月には、第二弾テーマ曲『スケッチブック』も販売された。
2013年3月29日に日本テレビ前でゴール。放送終了直前に、スマイルキャラバンのテーマ曲2曲を歌った。

## 人物
本人のブログ「ダイスケ日記」のプロフィールで、趣味・趣向について次のことが述べられている。
- 好きな食べ物は、ラーメン。青森県の味噌カレー牛乳バター（トッピングに納豆）自分でスパイスから作るカレー。
- 好きな飲み物は、ビール。
- 食べ歩きが好きで、急ぐことが嫌いである。
- 心身統一道中級有資格者。
- スノードームインストラクター取得[18]。
- 海外ドラマが好きで、ウォーキング・デッドやブラック・ミラーを暇があれば見ている[18]。
- ゴーゴーカレーとコラボし、レトルトカレーを発売[18]。

## 音楽以外の創作活動
絵画やDIYが得意であり、オリジナルキャラクターを描いたり、ギターケースや自身でDIYを手掛けた家具にイラストを描いたり、自身のライブグッズのデザインを描いたりしている。2020年7月より片山大輔名義で柄付工房をオープンした。
- オリジナルキャラクターの「カエル子」は、LINEスタンプとして発売された。
- 2015年1月、東京・下北沢のBAR LAST CHANCEにてダイスケ初の個展「POP TRIP JUNCTION」を開催。
- 10枚目のシングル「せかいでひとつのふたり」のステージ衣装の柄にはダイスケのイラストが使われた。
- ミニアルバム「Acoustic Journey Tayutai」「NOMAD」、daisuke kayatama に改名後発表されたアルバム「MIDNIGHT BONFIRES」のジャケット絵は手書きのイラストが使用されている。

## ディスコグラフィー

### シングル

#### メジャー
|           | リリース       | タイトル                                       | 規格品番 | 最高位 |
| --------- | -------------- | ---------------------------------------------- | --- | ------ |
| 1st       | 2011年2月2日   | ボク☆ロケット                                  | ESCL-3598 | 104位  |
| 2nd       | 2011年3月2日   | いつだって。                                   | ESCL-3644 | 124位  |
| 3rd       | 2012年2月15日  | あなたにしかできないこと                       | ESCL-3826 | 8位    |
| 4th       | 2012年8月1日   | 晴れ空のマーチ                                 | ESCL-3942/43（初回限定盤） ESCL-3944（通常盤） | 35位   |
| 5th       | 2013年1月16日  | Moshimo                                        | ESCL-3992 | 16位   |
| 6th       | 2013年2月27日  | スケッチブック                                 | ESCL-3998 | 29位   |
| 7th       | 2013年7月3日   | 夏めく坂道                                     | ESCL-4074 | 22位   |
| 8th       | 2014年2月26日  | ドレミ                                         | ESCL-4166 | 78位   |
| 9th       | 2015年1月7日   | 愛は散って ライライラライラ                    | ESCL-4336（初回限定盤） ESCL-4337（通常盤） | 26位   |
| 10th      | 2015年5月20日  | せかいにひとつのフタリ                         | ESCL-4431（初回限定盤） ESCL-4433（通常盤） | 40位   |
| 11th/12th | 2016年2月3日   | HAPPY/birthday                                 | ESCL-4574〜ESCL-4575（期間生産限定盤A） ESCL-4576〜ESCL-4577（期間生産限定盤B）                                                                                   | 28位   |
| 13th/14th | 2016年11月30日 | スノウドーム/クリスマスチキン (feat. 近藤晃央) | ESCL-4770〜ESCL-4771（期間生産限定盤A） ESCL-4772〜ESCL-4773（期間生産限定盤B）                                                                                   | 38位   |
| 15th      | 2017年2月1日   | コスモグライダー                               | ESCL-4785〜4786（初回生産限定盤A） ESBL-4787〜4788（初回生産限定盤B） ESCL-4789（通常版） ※アルバム「THE BEST」に収録されたボーナストラックだがシングル扱いの楽曲 |        |

### アルバム

#### インディーズ
|     | リリース       | タイトル           | 規格品番  |
| --- | -------------- | ------------------ | --------- |
| 1st | 2010年10月19日 | 茜色ウィークエンド | UXCL-0036 |

#### メジャー
| 枚                    | 発売日        | タイトル              | 規格品番                                                              | 規格品番        | 最高位        |
| 枚                    | 発売日        | タイトル              | 初回限定盤                                                            | 通常盤          | 最高位        |
| ダイスケ 名義         | ダイスケ 名義 | ダイスケ 名義         | ダイスケ 名義                                                         | ダイスケ 名義   | ダイスケ 名義 |
| --------------------- | ------------- | --------------------- | --------------------------------------------------------------------- | --------------- | ------------- |
| 1st                   | 2012年2月29日 | ボクにできること      | ESCL-3860〜3861                                                       | ESCL-3862       | 6位           |
| 2nd                   | 2013年3月13日 | 星のドロップス        | ESCL-4016                                                             | ESCL-4018       | 28位          |
| 3rd                   | 2014年3月26日 | tsumugu               | ESCL-4177〜4179                                                       | ESCL-4180〜4181 | 69位          |
| 4th                   | 2016年3月2日  | 君にかける魔法        | ESCL-4585〜4586                                                       | ESCL-4587       | 52位          |
| ベスト                | 2017年2月1日  | THE BEST              | ESCL-4785〜4786（初回生産限定盤A） ESBL-4787〜4788（初回生産限定盤B） | ESCL-4789       | 36位          |
| daisuke katayama 名義 |               |                       |                                                                       |                 |               |
| 1st                   | 2021年2月3日  | THE MIDNIGHT BONFIRES | ESCL-5493～5494                                                       | ESCL-5495       | 100位         |

#### ミニアルバム
|     | 発売日         | タイトル                 | 規格品番                                                   | 最高位 |
| --- | -------------- | ------------------------ | ---------------------------------------------------------- | ------ |
| 1st | 2017年9月27日  | Acoustic Journey Tayutai | ESCL-4899                                                  | 70位   |
| 2nd | 2018年10月17日 | NOMAD                    | ESCL-5111～ESCL-5112（初回限定生産盤） ESCL-5113（通常版） | 73位   |

### 映像作品
| 発売日         | タイトル                                                                       | 規格品番                                                               |
| -------------- | ------------------------------------------------------------------------------ | ---------------------------------------------------------------------- |
| 2013年3月13日  | ダイスケアワー                                                                 | ESBL-2324～ESBL-2325(初回生産限定盤DVD+BOOK) ESBL-2326(通常版DVD+BOOK) |
| 2013年11月27日 | Video☆Drops ~ダイスケTour2013 Spring Summer 'Live☆Drops'ファイナル@渋谷公会堂~ | ESBL-2344(DVD)                                                         |

### 書籍
| 発売日        | タイトル                                                 | 規格品番           |
| ------------- | -------------------------------------------------------- | ------------------ |
| 2016年8月26日 | ヤマハムックシリーズ ダイスケの 音楽 通り道 ポスター付き | ISBN 9784636935066 |

## タイアップ
| タイトル                 | タイアップ                                                                                                   |
| ------------------------ | --- |
| いつだって。             | フジテレビ系アニメ『放浪息子』オープニングテーマ 日本工学院専門学校CMソング                                  |
| あなたにしかできないこと | 日本テレビ系『ZIP!』内「ZIPPEI スマイルキャラバン」→「ZIP!スマイルキャラバン」テーマソング                   |
| Moshimo                  | テレビ東京系アニメ『NARUTO -ナルト- 疾風伝』オープニングテーマ                                               |
| スケッチブック           | 日本テレビ系『ZIP!』内「ZIP!スマイルキャラバン」テーマソング                                                 |
| コズミックラヴ           | WILLER EXPRESSCMソング                                                                                       |
| 夏めく坂道               | テレビ東京系アニメ『ポケットモンスター ベストウイッシュ シーズン2 デコロラアドベンチャー』オープニングテーマ |
| スノウドーム             | ハウステンボス クリスマス ファミリー篇 CMソング                                                              |
| Love Loveしよう          | 長崎国際テレビで放送されている『あさじげ×ZIP!』の2014年度のテーマ曲。                                        |

## 出演

### テレビ
- ZIP!（2011年5月9日 - 2014年3月28日、日本テレビ）
  - 「ZIPPEIスマイルキャラバン」→「ZIP!スマイルキャラバン」担当（2011年5月9日 -2013年3月29日）
    - ZIP!スピンオフ 旅する犬ZIPPEI（日テレプラス）
    - ZIP!スピンオフ 幸せの白い犬 ZIPPEIの旅は続くよスペシャル（日テレプラス）

  - 「チューモーク!」金曜日（2013年4月 - 2013年6月）→火曜日（2013年7月 - 2013年12月）→金曜日担当（2014年1月 - 2014年3月）
- おはよう!アンパンマン（2016年4月 -、BS日テレ）[20]
- 幸せ!ボンビーガールのボンビーいらない人・ほしい人　(2016年6月、日本テレビ）
- 鉄道紀行 ニッポンぶらり鉄道旅 (NHK BSプレミアム) - 旅人
  - 第115回 江ノ島電鉄線 (2017年12月7日)
  - 第134回 箱根登山鉄道 (2018年7月5日)
  - 第151回 JR山陰本線・美祢線・山陽本線 (2019年2月14日)
  - 第176回 JR羽越本線 (2019年12月12日)
- 世界の村のどエライさん インドネシア カンポンペランギ（2018年2月5日、関西テレビ）- ロケリポーター

### ラジオ
- tre-sen（FMヨコハマ、2011年1月7日 -） - 金曜コーナー「トレセンバラエティー・徒然ディオ」担当
- NOW&NEXT（AIR-G'、2012年4月1日） - 「ダイスケの音輪来々」担当
- ツキイチMUSIK（JFN19局ネット、2012年4月 -） - 第3週「ダイスケールエモーション!!」担当

## 主なライブ
- （ワンマンライブ） （2009年、八王子papaBeat）
- AgeStock2010 in 横浜アリーナ （2010年11月23日、横浜アリーナ）[21]
- Enjoy POP Music!!VOL.5 （2010年11月29日、八王子papaBeat）
- （ワンマンライブ） PIA Debut Review vol.149（2010年12月17日、Shibuya O-WEST）
- （ワンマンライブ） ダイスケ デビュー記念 八王子MUSIC FESTIVAL 2011 （2011年2月6日、八王子駅南口とちの木デッキ）

『Live Caravan 2011 〜Coming Rookies〜』
- 2011年5月5日、福岡県・天神イムズ イムズホール
- 2011年5月23日、大阪府・心斎橋クラブクアトロ
- 2011年5月25日、愛知県・名古屋クラブクアトロ
- 2011年5月26日、神奈川県・F.A.D.YOKOHAMA
- 2011年11月26日、東京工科大学八王子キャンパス　片柳記念ホール

『7!!のうぷぷな日』
- supported by WHAT's IN?（2012年4月28日、赤坂BLITZ）
- みそかつでイェー!!（2012年5月13日、愛知県・名古屋ell FITS ALL）
- めんたいこでドーン!!（2012年5月20日、福岡県・福岡DRUM SON）

『LIVE CARAVAN 2012』
- ダイスケ×7!! 1年ぶりだよ大阪2マン（2012年5月26日、大阪府・梅田クラブクアトロ）

『ダイスケLive 2012 ボクらにできること』（初のホールワンマンライブ）
- 2012年10月7日、東京都・日本青年館大ホール

- 2012年10月14日、大阪府・松下IMPホール

『ダイスケ SPRING SPECIAL DAY "NO YOU,NO LIVE"＠渋谷公会堂』（ワンマンライブ）
- 2015年3月31日、渋谷公会堂

『ダイスケ 5th Anniversary Year 2016-2017 No You No Live2016「GoGo5‼」』（ワンマンライブ）
- 2016年2月7日、豊洲PIT

『チキン達のクリスマス〜近藤晃央×ダイスケ クリスマス 2マンライブ』
- 2016年12月22日、渋谷duo MUSIC EXCHANGE

- 2016年12月25日、大阪SOMA

『毎日がクリスマス 10TH ANNIVERSARY!』（ワンマンライブ）
- 2017年12月14日、横浜赤レンガ倉庫1号館 3Fホール

『ダイスケ Streaming Live Morgenrot』（FC100名限定観客あり有料配信ワンマンライブ）
- 2020年10月25日、渋谷duo MUSIC EXCHANGE

『daisuke katayama Streaming Live 2021』（無観客有料配信ワンマンライブ）
- 2021年2月3日、東京都某所

### ツアー
- ダイスケTour2013 Spring-Summer Live☆Drops
- Live☆Drops Special
- ダイスケ 47都道府県ツアー2014 ひとりtsumugu旅
- バンドでtsumugu旅
- ダイスケ 5th Anniversary Tour 2016〜君とぼくでかける魔法〜
- ダイスケ 5th Anniversary Tour 2017 No You No Live 〜A NEW DEPARTURE〜
- ダイスケ Acoustic Journey 2017
- ダイスケ Acoustic Journey 2018
- ダイスケ LIVE TOUR 2018 NOMAD
- ダイスケ Acoustic Journey 2019
- ダイスケ LIVE TOUR 2019 BREAK